# Jacques Tys
Jacques Tys is een Frans hoboïst. 

## Opleiding
Na zijn studie aan het Conservatoire National de Région de Reims ging Tys studeren aan het Conservatoire National Supérieur de Musique in Parijs bij Pierre Pierlot, waar hij in 1984 de Premier Prix behaalde. Kamermuzieklessen volgde hij bij Christian Lardé. Hij had ook les van Maurice Bourgue en Thomas Indermühle.

## Activiteiten
In 1986 wordt hij co-eerste hoboïst van het Orchestre des concerts Lamoureux. Sinds 1990 is hij de eerste hoboïst van het orkest van de Opera van Parijs. Hij speelde bij opnames voor Deutsche Grammophon onder leiding van Myung Whun Chung.
In 1984 wordt hij docent aan het Conservatoire National de Région de Reims en in 1992 wordt hij assistent-docent aan het Conservatoire National Supérieur de Musique de Paris, waar hij vanaf 1998 hoofdvakdocent is. Tot zijn leerlingen behoorde Alexei Ogrintchouk. Intussen geeft Tys ook les aan de Hochschule für Musik Karlsruhe, naast masterclasses aan de Thalahassee University (Florida, Verenigde Staten) de Geidai-Universiteit in Tokio en de internationale academie van Domaine Forget in Canada. In 2012 werd Tys benoemd tot Prince Consort Professor aan de Royal College of Music in Londen. In 1995 was hij een van de oprichters van het Orchestre Français des Jeunes, het Franse Jeugdorkest. 
Als solist en kamermuziekspeler speelde hij bij internationale festivals en grote concertzalen:  in Frankrijk Festival de Radio France, Festival de quatuors à cordes de Lubéron, Salle Pleyel; in Japan, met het Trio Forlane: Casals-zaal en Bunka Kaïkan in Tokio; in Scandinavië: Bodoe Ost Festival; in Italië in Milaan, Ferrara, Venetië; Canada: Festival du Domaine Forget; Verenigde Staten: Festivals IDRS Thalahassee, Chicago, Phoenix.

## Onderscheidingen
Hij is laureaat van Internationale concoursen in Tokio (1988), Toulon (Frankrijk) en Duino (Italië). 
- Bibliothèque nationale de France: cb14639539z (data)
- CiNii: DA16714287
- Gemeinsame Normdatei: 1210894904
- International Standard Name Identifier: 0000 0000 0144 2047
- Library of Congress Control Number: n2017036864
- MusicBrainz: 786b05b1-4832-464e-9e14-b66b9e72df9c
- Système universitaire de documentation: 184521149
- Virtual International Authority File: 74110165
- WorldCat: E39PBJh8KWMyXWrWxMHq39cByd